# Säubrennersage

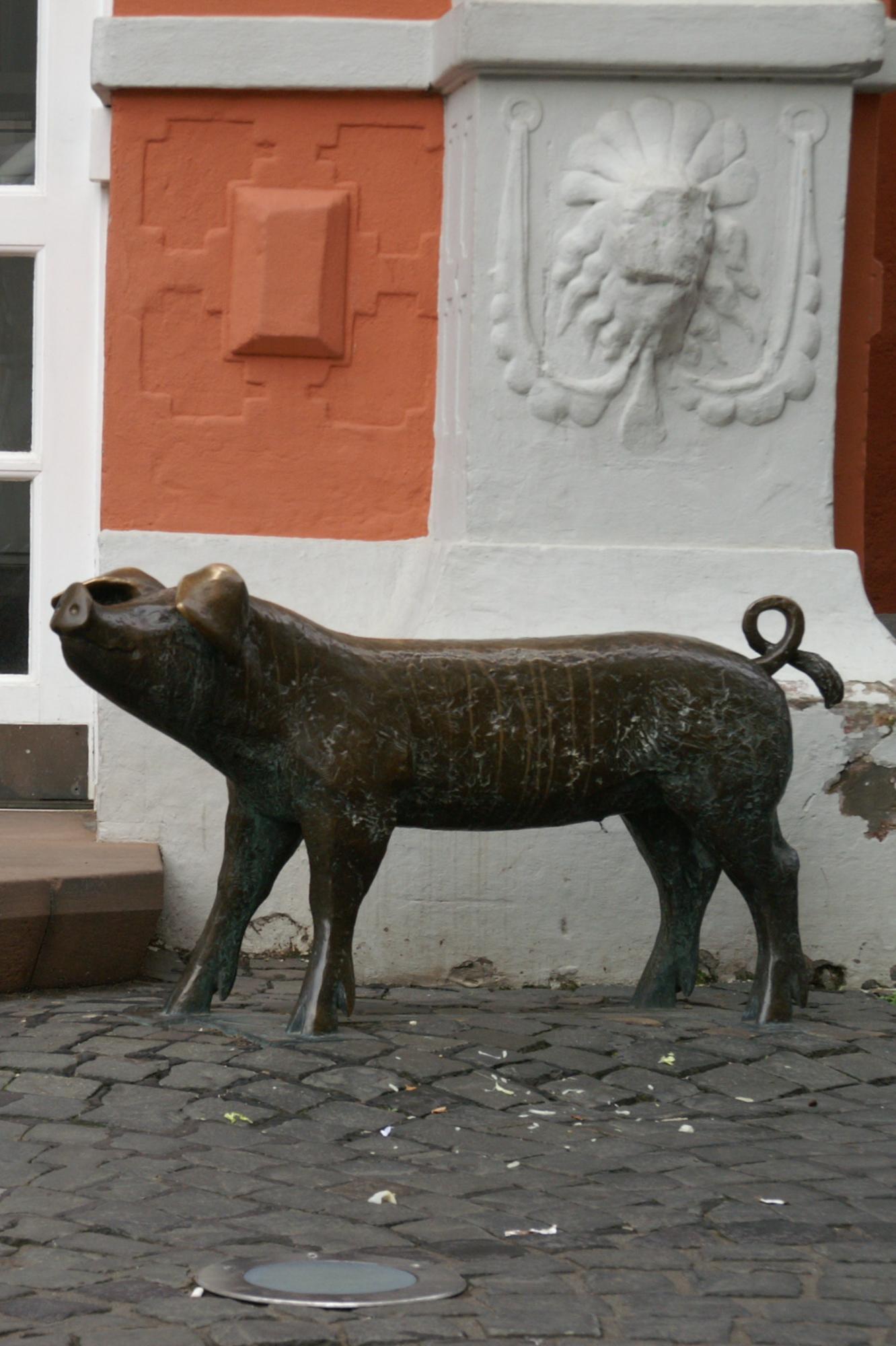
Am Wittlicher Rathaus kündet diese Statue von der Säubrennersage

Die Säubrennersage ist eine überlieferte Sage aus Wittlich in Rheinland-Pfalz und erzählt die Geschichte einer unglücklichen Plünderung der Stadt, die um das Jahr 1397 stattgefunden haben soll.

## Inhalt
Der Raubritter Friedrich von Ehrenberg (in anderen Quellen auch: Ehrenburg) hatte Wittlich belagert. Lange Zeit hielt die Stadt der Belagerung stand. Eines Abends konnte jedoch der Pförtner des Himmeroder Stadttors den Bolzen zur Verriegelung des Tors nicht finden und verwendete stattdessen eine Rübe. In der Nacht fraß eine Sau die Rübe. Das Tor sprang auf, und der Feind konnte eindringen. Die Stadt wurde geplündert und niedergebrannt. Nach diesem Raubzug trieben die Wittlicher zur Strafe alle Schweine zu einem großen Feuer zusammen und verspeisten den Saubraten, der auch heute als Spezialität der Säubrennerkirmes gilt.

## Bedeutung
Auf die Sage gründet sich heute die Säubrennerkirmes, ein vom ehemaligen Wittlicher Bürgermeister Matthias Joseph Mehs initiiertes Fest, das seit 1950 jedes Jahr am dritten Augustwochenende stattfindet und zu den größten Volksfesten in Rheinland-Pfalz zählt. Zur Eröffnung der Kirmes führen Laienschauspieler die Sage auf.
Auf verschiedenen Strecken wurde zwischen 1960 und 1990 im Raum Wittlich 27-mal das Autorennen Säubrenner Bergpreis durchgeführt.